# 超顺磁性
超顺磁性是指當某些具有磁性的顆粒小於某個尺寸時，外場產生的磁取向力太小而無法抵抗熱擾動的干擾，而導致其磁化性質與順磁體相似。磁性顆粒變成超顺磁性的臨界尺寸與溫度有關，像是在室溫鐵粒的臨界大小為12.5奈米，而在4.2K時半徑為2.2奈米還是鐵磁性的。